# ララ・アルアバレナ
ララ・アルアバレナ・ベシノ（スペイン語: Lara Arruabarrena Vecino: スペイン語発音: [ˈlaɾa arwaβaˈrena βeˈθino], 1992年3月20日 - ）は、スペインの女子プロテニス選手。バスク州ギプスコア県トローサ出身。これまでにWTAツアーでシングルス2勝、ダブルス7勝を挙げている。身長166cm。右利き、バックハンド・ストロークは両手打ち。WTAランキング最高位はシングルス52位、ダブルス28位。

## 来歴
1992年にバスク州ギプスコア県トローサに生まれ、2007年にプロデビューした。2010年全仏オープンジュニアダブルスではマリア・テレサ・トロ・フロルと組んでノーシードとして臨み、決勝で第5シードのティメア・バボシュ・スローン・スティーブンス組に敗れて準優勝だった。
2012年2月にコロンビア・ボゴタで開催されたWTAインターナショナルトーナメントのクラロ・コルサニータス・カップでは、決勝でロシアのアレクサンドラ・パノワにストレートで勝利。WTAトーナメント初優勝を飾った。過去7年間ではスペイン人選手による5回目の優勝であり、アルアバレナのほかにはルーデス・ドミンゲス・リノ（2006年・2011年）、ヌリア・リャゴステラ・ビベス（2008年）、マリア・ホセ・マルティネス・サンチェス（2009年）が優勝している。
2012年全仏オープンシングルスでは予選を突破し、初めて四大大会の本選に出場したが、1回戦では4年前の覇者であり第13シードのアナ・イバノビッチに敗れた。2012年全米オープンシングルスも予選を突破して本選に出場し、1回戦ではシャハー・ピアー相手に四大大会の本選初勝利を挙げたが、2回戦では第30シードのエレナ・ヤンコビッチに敗れた。
2015年全米オープンダブルスではスロベニアのアンドレヤ・クレパーチと組んで第15シードとして臨み、準々決勝で第11シードのサラ・エラニ・フラビア・ペンネッタ組に敗れてベスト8となった。3回戦では第3シードのティメア・バボシュ・クリスティナ・ムラデノビッチ組に勝利している。
2018年全仏オープンダブルスではカタリナ・スレボトニクと組んでノーシードで出場し、準々決勝で第2シードのアンドレア・フラバーチコバ・バルボラ・ストリコバ組に敗れてベスト8となった。1回戦では第12シードのエリーズ・メルテンス・デミ・スゥース組に勝利している。

## WTAツアー決勝進出結果

### シングルス: 4回（2勝2敗）
| 大会グレード                  |
| ----------------------------- |
| グランドスラム (0–0)          |
| WTAファイナルズ (0–0)         |
| プレミア・マンダトリー (0–0)  |
| プレミア5 (0-0)               |
| WTAエリート・トロフィー (0-0) |
| プレミア (0–0)                |
| インターナショナル (2-2)      |

| 結果   | No. | 決勝日        | 大会   | サーフェス | 対戦相手                         | スコア        |
| ------ | --- | ------------- | ------ | ---------- | -------------------------------- | ------------- |
| 優勝   | 1.  | 2012年2月19日 | ボゴタ | クレー     | アレクサンドラ・パノワ           | 6–2, 7–5      |
| 優勝   | 2.  | 2016年9月25日 | ソウル | ハード     | モニカ・ニクレスク               | 6–0, 2–6, 6–0 |
| 準優勝 | 1.  | 2017年4月15日 | ボゴタ | クレー     | フランチェスカ・スキアボーネ     | 4–6, 5–7      |
| 準優勝 | 2.  | 2018年4月15日 | ボゴタ | クレー     | アンナ・カロリナ・シュミエドロバ | 2–6, 4–6      |

### ダブルス: 13回 (7勝6敗)
| 結果   | No. | 決勝日         | 大会               | サーフェス | パートナー                   | 対戦相手                                          | スコア                 |
| ------ | --- | -------------- | ------------------ | ---------- | ---------------------------- | ------------------------------------------------- | ---------------------- |
| 優勝   | 1.  | 2013年4月14日  | カトヴィツェ       | クレー     | ルーデス・ドミンゲス・リノ   | イオアナ・ラルカ・オラル バレリア・ソロビエワ     | 6–4, 7–5               |
| 優勝   | 2.  | 2014年4月13日  | ボゴタ             | クレー     | キャロリン・ガルシア         | バニア・キング シャネル・シェパーズ               | 7–6(7–5), 6–4          |
| 優勝   | 3.  | 2014年9月21日  | ソウル             | ハード     | イリーナ＝カメリア・ベグ     | モナ・バルテル マンディ・ミネラ                   | 6–3, 6–3               |
| 準優勝 | 1.  | 2014年10月12日 | 大阪               | ハード     | タチアナ・マリア             | 青山修子 レナタ・ボラコバ                         | 1–6, 2–6               |
| 優勝   | 4.  | 2015年2月28日  | アカプルコ         | ハード     | マリア・テレサ・トロ・フロル | アンドレア・フラバーチコバ ルーシー・ハラデツカ   | 7–6(7–2), 5–7, [13–11] |
| 準優勝 | 2.  | 2015年5月23日  | ニュルンベルク     | クレー     | ラルカ・オラル               | 詹皓晴 アナベル・メディナ・ガリゲス               | 4–6, 6–7(5–7)          |
| 準優勝 | 3.  | 2015年7月26日  | バート・ガスタイン | クレー     | ルーシー・ハラデツカ         | ダンカ・コビニッチ シュテファニー・フォクト       | 6–4, 4–6, [3–10]       |
| 準優勝 | 4.  | 2015年8月8日   | ワシントン         | ハード     | アンドレヤ・クレパーチ       | ベリンダ・ベンチッチ クリスティナ・ムラデノビッチ | 5–7, 6–7(7–9)          |
| 優勝   | 5.  | 2015年9月27日  | ソウル             | ハード     | アンドレヤ・クレパーチ       | キキ・ベルテンス ヨハンナ・ラーション             | 2–6, 6–3, [10–6]       |
| 準優勝 | 5.  | 2015年10月18日 | 香港               | ハード     | アンドレヤ・クレパーチ       | アリーゼ・コルネ ヤロスラワ・シュウェドワ         | 5–7, 4–6               |
| 優勝   | 6.  | 2016年4月17日  | ボゴタ             | クレー     | タチアナ・マリア             | ガブリエラ・セ アンドレア・ガミス                 | 6–2, 4–6, [10–8]       |
| 優勝   | 7.  | 2016年7月17日  | グシュタード       | クレー     | クセニア・ノール             | アニカ・ベック エフゲニヤ・ロディナ               | 6–1, 3–6, [10–8]       |
| 準優勝 | 6.  | 2018年7月22日  | グシュタード       | クレー     | ティメア・バシンスキー       | アレクサ・グアラチー デシラエ・クラウチェク       | 6–4, 4–6, [6–10]       |

## ジュニアグランドスラム決勝進出結果

### ダブルス: 1回（1勝0敗）
| 結果   | 年   | 大会                 | サーフェス | パートナー                   | 対戦相手                                    | スコア   |
| ------ | ---- | -------------------- | ---------- | ---------------------------- | ------------------------------------------- | -------- |
| 準優勝 | 2010 | 全仏オープンジュニア | クレー     | マリア・テレサ・トロ・フロル | ティメア・バボシュ スローン・スティーブンス | 2–6, 3–6 |

## 4大大会成績
略語の説明
| W | F | SF | QF | #R | RR | Q# | LQ | A | Z# | PO | G | S | B | NMS | P | NH |

W=優勝, F=準優勝, SF=ベスト4, QF=ベスト8, #R=#回戦敗退, RR=ラウンドロビン敗退, Q#=予選#回戦敗退, LQ=予選敗退, A=大会不参加, Z#=デビスカップ/BJKカップ地域ゾーン, PO=デビスカップ/BJKカッププレーオフ, G=オリンピック金メダル, S=オリンピック銀メダル, B=オリンピック銅メダル, NMS=マスターズシリーズから降格, P=開催延期, NH=開催なし.

### シングルス
| 大会           | 2012 | 2013 | 2014 | 2015 | 2016 | 2017 | 2018 | 2019 | 通算成績 |
| -------------- | ---- | ---- | ---- | ---- | ---- | ---- | ---- | ---- | -------- |
| 全豪オープン   | A    | 1R   | 1R   | 2R   | 2R   | 1R   | 2R   | 1R   | 3–7      |
| 全仏オープン   | 1R   | A    | LQ   | 1R   | 1R   | 1R   | 2R   |      | 1–5      |
| ウィンブルドン | A    | 1R   | LQ   | 2R   | 2R   | 1R   | 2R   |      | 3–5      |
| 全米オープン   | 2R   | 1R   | LQ   | 1R   | 1R   | 1R   | 2R   |      | 2–6      |

### ダブルス
| 大会           | 2013 | 2014 | 2015 | 2016 | 2017 | 2018 | 2019 | 通算成績 |
| -------------- | ---- | ---- | ---- | ---- | ---- | ---- | ---- | -------- |
| 全豪オープン   | 1R   | A    | 2R   | 1R   | 1R   | 2R   | 1R   | 2–6      |
| 全仏オープン   | A    | A    | 2R   | 1R   | 1R   | QF   |      | 4–4      |
| ウィンブルドン | 1R   | A    | 2R   | 1R   | 2R   | 1R   |      | 3–5      |
| 全米オープン   | A    | A    | QF   | 2R   | 2R   | 1R   |      | 5–4      |